# Kanton Fontainebleau
Kanton Fontainebleau is een kanton van het Franse departement Seine-et-Marne. Het kanton maakt deel uit van de arrondissementen Fontainebleau en Melun. Het heeft een oppervlakte van 528.28 km² en telt 63 288 inwoners in 2017, dat is een dichtheid van 120 inwoners/km².

## Gemeenten
Het kanton Fontainebleau omvatte tot 2014 de volgende 7 gemeenten:
- Avon
- Bois-le-Roi
- Fontainebleau (hoofdplaats)
- Héricy
- Samois-sur-Seine
- Samoreau
- Vulaines-sur-Seine

Door de herindeling van de kantons bij decreet van 18 februari 2014, met uitwerking in maart 2015, werd het kanton uitgebreid. Sindsdien omvat het volgende 34 gemeenten: 
- Achères-la-Forêt
- Amponville
- Arbonne-la-Forêt
- Avon
- Barbizon
- Boissy-aux-Cailles
- Boulancourt
- Bourron-Marlotte
- Burcy
- Buthiers
- Cély
- Chailly-en-Bière
- La Chapelle-la-Reine
- Fleury-en-Bière
- Fontainebleau
- Fromont
- Guercheville
- Héricy
- Nanteau-sur-Essonne
- Noisy-sur-École
- Perthes
- Recloses
- Rumont
- Saint-Germain-sur-École
- Saint-Martin-en-Bière
- Saint-Sauveur-sur-École
- Samois-sur-Seine
- Samoreau
- Tousson
- Ury
- Le Vaudoué
- Villiers-en-Bière
- Villiers-sous-Grez
- Vulaines-sur-Seine